# Cueva de los Siete Altares
La zona arqueológica de la Cueva de los Siete Altares se localiza en el término de Villaseca, pedanía de Sepúlveda, a unos 100 metros, aguas arriba, del puente sobre el río Duratón, en la carretera local de Castrillo de Sepúlveda a Cantalejo, próximo a la intersección de esta con la de Cantalejo a Sepúlveda. Fue declarada bien de interés cultural el 29 de diciembre de 1994.

## Descripción y delimitación
Se trata de una cavidad abierta en los farallones rocosos cortados por el río Duratón y sus restos se localizan en dos ambientes diferenciados, uno a la antesala en la que se talló remarcado un arco de herradura, de forma similar a los tres que definen el ambiente interior de la cueva propiamente dicha. Junto a estos elementos denominados altares y tradicionalmente relacionados con el culto en época visigoda, destacan en el conjunto otra serie de restos rupestres.
La zona arqueológica está delimitada al Este por el arroyo del Barranco, desde su confluencia con el límite Norte hasta su encuentro con el río Duratón en el límite municipal entre Sebúlcor y Villaseca, este límite municipal define la zona arqueológica por su zona Sur hasta alcanzar el puente sobre el Duratón de la carretera de San Miguel de Neguera hasta Villaseca, siguiendo por esta carretera hacia el Norte hasta su confluencia con la línea imaginaria paralela al límite municipal entre Sebúlcor y Villaseca, a una distancia de 150 metros, hasta alcanzar el arroyo del Barranco, punto donde se inicia la delimitación.